# Sugar, We're Goin' Down
Sugar We're Goin' Down (Zlato, nejde nám to) je singl od Fall Out Boy. Píseň se objevila na úspěšném albu From Under the Cork Tree a vyšla v roce 2005 a dostala se až na osmé místo hitparády Billboard Hot 100. Singl se hrál také hodně na MTV a dostala tak Fall Out Boy rázem mezi nejžádanější interprety.
Singl vyšel ve dvou verzích s rozdílnými seznamy skladeb i obaly.

## Seznam písní

### CD I
1. Sugar, We're Goin' Down (3:47)
2. The Music of the Misery (3:28)

### CD III
1. Sugar, We're Goin' Down (3:49)
2. Dance, Dance (Patrick Stump Secret Agent Remix) (3:28)
3. Snitches and Talkers Get Stitches And Walkers (2:50)
4. Sugar, We're Goin Down (Concept Version) (3:50)

## Videoklip
Klip režíroval Matt Lenski a hlavní roli v něm hraje kluk s parohy. První část klipu ukazuje nezařazení kluka ve společnosti a odmítání jej okolím kvůli jeho parohům. Malý chlapec po něm hází věci, ale potká dívku se kterou se sblíží.
Poté jsou ve videoklipu záběry nevinných schůzek dívky s chlapcem, ale otec dívky jim vztah neschvaluje kvůli jeho chlapcově parohům. Proto se snaží chlapec parohy uříznout, ale dívka mu v tom zabrání. Později se snaží otec dívky chlapce střelit šípem, ale srazí ho auto. Chlapec běží otci dívky na pomoc a zděsí se, jelikož má srnčí nohy. Video končí tím, že otec dívky jejich vztah akceptuje.
Samotné video bylo popsáno jako uhozený pohádkový příběh. Píseň se také stala úspěšná v hitparádě Total Request Live.

## Hitparádové úspěchy
Píseň Sugar We're Goin' Down je průlomová v kariéře Fall Out Boy. V hitparádách měl hodně zvláštní cestu, zaznamenával jeden týden obrovský postup a další týden pád, a tak to pokračovala celé týdny.
V Billboard Hot 100 debutoval 2. července 2005 na devadesátém třetím místě a až o deset týdnů později 17. září 2005 zaznamenala píseň své nejlepší umístění a to osmé místo.
Singl se v rádiích moc nehrál, ale hodně se stahoval a velkou prodejní vlnu zaznamenal po vystoupení na Video Music Awards.
Týden na to po získání osmého místa, píseň padla na patnáctku, ale to si ji všimla i rádia a konečně se tak dostala do hlavních rotací a v hitparádě nejhranějších písní se dostala dokonce na druhé místo.
| Hitparáda               | Umístění |
| ----------------------- | -------- |
| USA – Billboard Hot 100 | 8        |
| USA – Pop 100           | 6        |
| USA – Rock              | 3        |
| Velká Británie          | 8        |

## Úryvek textu
We're going down, down in an earlier round
And Sugar, we're going down swinging
I'll be your number one with a bullet
A loaded God complex, cock it and pull it